# Раймо Сумманен
Раймо Сумманен (фін. Raimo Summanen; 2 березня 1962, м. Ювяскюля, Фінляндія) — фінський хокеїст, лівий нападник. Член Зали слави фінського хокею (2004).

## Біографія
Вихованець хокейної школи ЮІП (Ювяскюля). Виступав за ЮІП (Ювяскюля), «Кієккорейпас» (Лахті), «Ільвес» (Тампере), «Едмонтон Ойлерс», «Нова-Скотія Ойлерс» (АХЛ), «Ванкувер Канакс», «Фредеріктон Експресс» (АХЛ), ГПК (Гямеенлінна), ТПС (Турку), «Йокеріт» (Гельсінкі), СК «Берн».
В чемпіонатах НХЛ — 151 матч (36+40), у турнірах Кубка Стенлі — 10 матчів (2+5). В чемпіонатах Фінляндії — 385 матчів (253+209), у плей-оф — 27 матчів (17+14). В чемпіонатах Швейцарії — 10 матчів (6+13).
У складі національної збірної Фінляндії учасник зимових Олімпійських ігор 1984 і 1992 (14 матчів, 6+6), учасник чемпіонатів світу 1983, 1987, 1990, 1991 і 1995 (47 матчів, 9+8), учасник Кубка Канади 1987 і 1991 (11+1). У складі молодіжної збірної Фінляндії учасник чемпіонату світу 1982. 
Досягнення
- Чемпіон світу (1995);
- Володар Кубка Стенлі (1984);
- Чемпіон Фінляндії (1993, 1995), срібний призер (1990);
- Бронзовий призер молодіжного чемпіонату світу (1982).

## Тренерська кар'єра
- Помічник головного тренера ГІФК (Гельсінкі) (1997—99, СМ-ліга)
- Помічник головного тренера «Йокеріт» (Гельсінкі) (1999—01, СМ-ліга)
- Головний тренер «Йокеріт» (Гельсінкі) (2001—03, СМ-ліга)
- Головний тренер збірної Фінляндії (2003—05, Кубок світу 2004, чемпіонат світу 2005)
- Головний тренер «Еспоо Блюз» (2005—06, СМ-ліга)
- Скаут «Сент-Луїс Блюз» (2006—07, НХЛ)
- Головний тренер «Рапперсвіль» (2009—10, НЛА); по ходу сезону на посаді його замінив Джон Слеттволл.
- Тренер-консультант «Ільвес» (Тампере) (2009—10, СМ-ліга)
- Головний тренер «Авангард» (Омськ) (2010—11, КХЛ); по ходу сезону на посаді його замінив Ігор Нікітін.

Досягнення (як тренера)
- Володар Континентального кубка (2003).

## Статистика

### Клубні виступи
| Сезон         | Клуб                    | Ліга          | Регулярний сезон | Регулярний сезон | Регулярний сезон | Регулярний сезон | Регулярний сезон | Плей-оф | Плей-оф | Плей-оф | Плей-оф | Плей-оф |
| Сезон         | Клуб                    | Ліга          | І                | Г                | П                | О                | ШХ               | І       | Г       | П       | О       | ШХ      |
| ------------- | ----------------------- | ------------- | ---------------- | ---------------- | ---------------- | ---------------- | ---------------- | ------- | ------- | ------- | ------- | ------- |
| 1979–80       | ЮІП                     | Д-1           | 31               | 22               | 12               | 34               | 16               | —       | —       | —       | —       | —       |
| 1980–81       | ЮІП                     | Д-1           | 35               | 15               | 18               | 33               | 24               | —       | —       | —       | —       | —       |
| 1981–82       | «Кейккорейпас»          | СМ-Л          | 36               | 15               | 6                | 21               | 17               | 2       | 2       | 0       | 2       | 0       |
| 1982–83       | «Ільвес»                | СМ-Л          | 36               | 45               | 15               | 60               | 36               | 8       | 7       | 3       | 10      | 2       |
| 1983–84       | «Ільвес»                | СМ-Л          | 37               | 28               | 19               | 47               | 26               | 1       | 0       | 0       | 0       | 0       |
| 1983–84       | «Едмонтон Ойлерс»       | НХЛ           | 2                | 1                | 4                | 5                | 2                | 5       | 1       | 4       | 5       | 0       |
| 1984–85       | «Едмонтон Ойлерс»       | НХЛ           | 9                | 0                | 4                | 4                | 0                | —       | —       | —       | —       | —       |
| 1984–85       | «Нова Шотландія Ойлерс» | АХЛ           | 66               | 20               | 33               | 53               | 2                | 5       | 1       | 2       | 3       | 0       |
| 1985–86       | «Едмонтон Ойлерс»       | НХЛ           | 73               | 19               | 18               | 37               | 16               | 5       | 1       | 1       | 2       | 0       |
| 1986–87       | «Едмонтон Ойлерс»       | НХЛ           | 48               | 10               | 7                | 17               | 15               | —       | —       | —       | —       | —       |
| 1986–87       | «Ванкувер Канакс»       | НХЛ           | 10               | 4                | 4                | 8                | 0                | —       | —       | —       | —       | —       |
| 1987–88       | «Ванкувер Канакс»       | НХЛ           | 9                | 2                | 3                | 5                | 2                | —       | —       | —       | —       | —       |
| 1987–88       | «Фредеріктон Експрес»   | АХЛ           | 20               | 7                | 15               | 22               | 38               | —       | —       | —       | —       | —       |
| 1987–88       | «Флінт Спірітс»         | ІХЛ           | 7                | 1                | 1                | 2                | 0                | —       | —       | —       | —       | —       |
| 1988–89       | «Ільвес»                | СМ-Л          | 44               | 35               | 46               | 81               | 22               | 5       | 4       | 3       | 7       | 6       |
| 1989–90       | «Ільвес»                | СМ-Л          | 40               | 39               | 31               | 70               | 42               | 9       | 3       | 4       | 7       | 8       |
| 1990–91       | ГПК                     | СМ-Л          | 39               | 25               | 30               | 55               | 67               | 8       | 6       | 2       | 8       | 20      |
| 1991–92       | «Ільвес»                | СМ-Л          | 26               | 13               | 9                | 22               | 94               | —       | —       | —       | —       | —       |
| 1992–93       | ТПС                     | СМ-Л          | 47               | 17               | 20               | 37               | 50               | 10      | 8       | 8       | 16      | 26      |
| 1993–94       | «Берн»                  | НЛА           | 10               | 5                | 13               | 18               | 24               | —       | —       | —       | —       | —       |
| 1993–94       | «Йокеріт»               | СМ-Л          | 25               | 9                | 3                | 12               | 44               | —       | —       | —       | —       | —       |
| 1994–95       | ТПС                     | СМ-Л          | 47               | 23               | 26               | 49               | 53               | 12      | 7       | 4       | 11      | 29      |
| Усього в СМ-Л | Усього в СМ-Л           | Усього в СМ-Л | 385              | 253              | 209              | 462              | 459              | 55      | 37      | 24      | 61      | 91      |
| Усього в НХЛ  | Усього в НХЛ            | Усього в НХЛ  | 151              | 36               | 40               | 76               | 35               | 10      | 2       | 5       | 7       | 0       |

### Збірна
| Рік                | Команда            | Турнір             | І  | Г  | П  | О  | ШХ |
| ------------------ | ------------------ | ------------------ | -- | -- | -- | -- | -- |
| 1980               | Фінляндія          | ЮЧЄ                | 5  | 2  | 0  | 2  | 2  |
| 1982               | Фінляндія          | МЧС                | 7  | 7  | 9  | 16 | 0  |
| 1983               | Фінляндія          | ЧС                 | 9  | 0  | 3  | 3  | 0  |
| 1984               | Фінляндія          | ОІ                 | 6  | 4  | 6  | 10 | 4  |
| 1987               | Фінляндія          | ЧС                 | 10 | 2  | 0  | 2  | 2  |
| 1987               | Фінляндія          | КК                 | 5  | 1  | 1  | 2  | 0  |
| 1990               | Фінляндія          | ЧС                 | 10 | 5  | 3  | 8  | 10 |
| 1991               | Фінляндія          | ЧС                 | 10 | 1  | 1  | 2  | 6  |
| 1991               | Фінляндія          | КК                 | 6  | 0  | 1  | 1  | 0  |
| 1992               | Фінляндія          | ОІ                 | 8  | 2  | 0  | 2  | 6  |
| Молодіжна збірна   | Молодіжна збірна   | Молодіжна збірна   | 12 | 9  | 9  | 18 | 2  |
| Національна збірна | Національна збірна | Національна збірна | 64 | 15 | 15 | 30 | 28 |